# バークシャー・ハサウェイ
バークシャー・ハサウェイ（英語: Berkshire Hathaway Inc.）は、アメリカ合衆国ネブラスカ州オマハに本社を置く持株会社である。もともと綿紡績事業であったが、戦後に原料価格が下がり世界中で競争が起こったため、代表者のウォーレン・バフェットの判断により保険業を足場とする機関投資家へ転換した。

## 概要
ウォーレン・バフェットが会長兼CEOを、チャーリー・マンガーが副会長を務める。バークシャー・ハサウェイには2018年現在15人の取締役及び役員がおり、様々な子会社、関連会社、株式などを所有している。実質的に会長兼CEOで筆頭株主であるウォーレン・バフェットと、副会長のチャーリー・マンガーの2人が運営する株式会社の形態をとった投資ファンドと言われている。
バフェットは「株式会社という形態をとっていても、バークシャーはパートナーシップであると私たちは考えている」「私たちの長期的な財政上の目的は、バークシャー株の内在価値の一株当たり平均年間収益率を最大限に高めることである」と表明している。
バフェットは、内在価値と乖離した高い株価を好んでおらず、「バークシャーの株価は内在価値を反映した妥当な水準であること」を望んでいる。

## 歴史
1888年、ホレイショ・ハサウェイによってハサウェイ製造会社が綿紡績事業として創立された。この会社は最初の10年は成功したが、第二次世界大戦後シーバリー・スタントンによって経営され綿織物産業の全体的な衰退に苦しんだが不況の後に収益性が改善した。
1950年代、ハサウェイ製造会社は、19世紀初期から事業をしていた綿織物会社バークシャー・ファイン・スピニング・アソシエイティーズと合併し、バークシャー・ハサウェイとなる。バークシャー・ハサウェイは15ヵ所の工場を所有し、120万ドル以上の収入があり、また1万2000人以上の労働者を雇用していた時期もある。本社はマサチューセッツ州ニューベッドフォードにあった。しかしながら、これらの工場の内の7ヵ所は次の10年間の間に閉鎖され、大規模な一時解雇も行われた。
1962年、ウォーレン・バフェットはバークシャー・ハサウェイが本当の価値よりも安値で取引されていると確信して株を買い始めた。スタントンの家族と衝突の後に、バフェットは十分な株を取得し、この会社を支配した。バフェットはバークシャー・ハサウェイの中核ビジネスである綿織物紡績業を維持したが、1967年までに投資業に事業を拡大していった。
1970年代の終わりにバークシャー・ハサウェイは、今日バークシャーの投資業の主要な資金源であるガイコを取得し、今日の投資業のスタイルとなった。1985年、バークシャー・ハサウェイの歴史的中核事業である綿紡績事業を終了した。

## 発行株式
バークシャー・ハサウェイはA種株式とB種株式を発行している。B種株式の発行価格はA種株式の1,500分の1である。B種株式はA種株式の議決権の10,000分の1の議決権が与えられている。バークシャー・ハサウェイは2010年1月20日に実施するまで株式分割を行ったことがないという特徴を持つ。
2010年1月20日の株式分割は、B種株式に対して1:50の比率で行われた。かつて、バークシャー・ハサウェイの株式は値嵩株で、株式を買いたくても買えない人はたくさんいた。バークシャー・ハサウェイは高値でも株式分割をしなかったが、その理由は、投機の防止と長期保有できるグレードの高い投資家にだけ保有して欲しかったからである。しかし投資信託会社が小口の資金を集め、それをバークシャー・ハサウェイ株に投資しようとすると1995年にバフェットは株主に対して「最近出現した"ユニット型投資信託会社"はバフェットの目標に反抗するものである。この金融商品は多額の手数料を得るために働いている仲介人によって売られ、大きなコストを彼らの顧客に押し付け、洗練されておらず我々の過去の株価の履歴や広告、バークシャー・ハサウェイと私が最近手にした成果に紛らわされがちな買い手に対して大量に市場で売り出される見込みである。多くの投資家を失望させる結果となることは間違いない。」という手紙を送付し、バークシャー・ハサウェイはバークシャー・ハサウェイの株価に連動する金融商品を販売するユニット型投資信託会社の設立を阻止するためにB種株式の発行に踏み切った。バフェットはB種株式を発行することについて乗り気ではなかったが最終的にはB種株式は要求されただけ売り出され、かなりの発行株数になった。
2005年時点でバフェットは38%のバークシャー・ハサウェイ株式を所有、副会長のチャーリー・マンガーもまた十分な株式を持っていた。2014年現在バフェットはA種株式を39%保有しており、これはバークシャー・ハサウェイ全体の19.6%の株式を保有していることになる。
バークシャー・ハサウェイの年次報告書に株価指数S&P 500とバークシャー･ハサウェイの株価を比較する統計が載っており、バフェットが1965年にバークシャー・ハサウェイの経営権を握ってから2014年現在までの約49年間に、S&P 500の上昇率が約11,200%（112倍）だったのに対し、バークシャー･ハサウェイの株価は約183万%（18,300倍）という桁外れの上昇をみせた。これは複利計算で年率で約22.2%の増加が49年間連続して続いているのと同じ上昇率である。

## 取締役
2018年9月現在のバークシャー・ハサウェイの取締役会の取締役は15人いる。
- ウォーレン・バフェット - 会長兼最高経営責任者
- チャーリー・マンガー - 副会長
- マーク・ハンバーグ - 最高財務責任者　 BH Finance LLC社長
- グレッグ・アベル - 副会長、非保険部門取締役
- アジット・ジェイン - 副会長、保険部門取締役
- ハワード・バフェット - 取締役、ウォーレン・バフェットの子
- ロナルド・オルソン - 取締役　弁護士事務所Munger, Tolles & Olsonのパートナー

### 社外取締役
- スティーヴン・バーク - 社外取締役　元コムキャスト、NBCユニバーサル会長
- スーザン・デッカー -社外取締役　元Yahoo!CEO
- ビル・ゲイツ - 社外取締役、マイクロソフト創業者の一人
- デイビット・ゴッテスマン - 社外取締役　ファースト・マンハッタン創業家
- シャーロット・ガイマン - 社外取締役　元Micsosoft国際マーケティングディレクター、Save the Childrenの理事
- トーマス・マーフィー - 社外取締役　Texaco、Johnson&Johnson、およびIBM取締役
- ウォルター・スコット - 社外取締役　キーウィット元CEO
- メリル・ウィットマー - 社外取締役　Eagle Capital Managementゼネラルパートナー

## 経営成績
2016年、バークシャーの収益は保険その他が175,223百万ドル、鉄道・公益・エネルギーが37,542百万ドル、ファイナンスが10,839百万ドルであった。コストは保険その他が156,427百万ドル、鉄道・公益・エネルギーが28,836百万ドル、ファイナンスが5,597百万ドルであった。

## 財務状況
- 2014年12月31日 - 現金及び現金同等物: 633億 米ドル
- 2014年12月31日 - 有形固定資産: 1372億 米ドル
- 2014年12月31日 - のれん代: 608億 米ドル
- 2014年12月31日 - 純資産: 2402億 米ドル
- 2014年度 - 売上高: 1946.73億 米ドル
- 2014年度 - 法人税: 79億 米ドル[12]

## 主要子会社
多岐な事業分野にわたる子会社を所有している。
- GEICO Auto Insurance（ガイコオートインシュランス）
- General Re（ジェネラルリー）
- Acme Brick Company（アクメブリックカンパニー）
- Berkshire Hathaway Automotive（バークシャー・ハサウェイ・オートモーティブ）

- カンザス・バンカーズ・シュアティ・カンパニー
- ナショナル・インデンニティ・カンパニー
- ウェスコ・ファイナンシャル・コーポレーション
- アプライド・アンダーライターズ
- ボルシャイムズ・ファイン・ジュエリー
- デイリークイーン
- フルーツオブザルーム
- ネブラスカファニチュアマート
- ジョルダンズ・ファニチュア
- パンパード・シェフ（The Pampered Chef）
- シーズ・キャンディーズ（See's Candies）
- ワールドブック

- フライトセーフティ・インターナショナル
- ネットジェッツ
- フォーレストリバー
- ビジネスワイヤ
- ラッセル・コーポレーション
- イスカル・メタルワーキング
- マクレーン・カンパニー
- クラフト・ハインツ・カンパニー（3G Capitalと共同出資、25%）
- BNSF鉄道
- バークシャー・ハサウェイ・エナジー
- TTI, Inc.
- オキシデンタル・ペトロリアム[14]

など63社。

## 買収

### 保険業・再保険業・再々保険業
保険業と再保険業においてバークシャーが所有する子会社は多数あり、それら子会社は国内外に70以上の拠点を置いて事業を展開している。バークシャーは、元々は主にアメリカ国内で損害保険および再保険ビジネスを展開してきたが、1998年12月に再保険大手のジェネラル・リーを買収したことにより、生命保険・健康保険・事故（傷害）保険に対する再保険分野に新たに進出するとともに、損害再保険の分野についても国際的な拠点を持つ大手となった。近年でも、外国企業の買収や、新たにモノライン（金融保証保険）分野に参入するなどの手法により事業を拡大している。バークシャーの保険部門は、非常に高い資本力を維持していることで知られる。この資本力を生かして、再保険のみならず、他の再保険会社の保険金支払いを保証する再々保険ビジネスも展開している。バークシャーは世界最大の再々保険会社も所有している。高い資本力と、再々保険の引き受けによる再保険市場への絶大な影響力によって、バークシャーの保険事業部門は業界内でも他の保険会社と一線を画した強さを持っている。バークシャーの保険事業部門全体の剰余資本（アメリカの保険業法に定められている）は、2004年12月31日時点でおよそ480億米ドルにのぼっており、バークシャーの主要な保険事業子会社は、その財務信用力についてスタンダード&プアーズ社から最高ランクAAAの格付けを獲得している。また、保険会社を専門とする格付け会社であるA.M. Best社からは、会社の財務状態と企業業績を評価され、最高ランクのA++（スーピアリア、superior）の格付けを得ている。
- GEICO - 1996年1月に買収され、バークシャーの傘下入り。ガイコはメリーランド州チェビーチェイスに本部を置いており、創業当初はその企業名の通り（“GEICO”とは“Government Employees Insurance Company”の略で「公務員保険会社」という意味）、公務員とその家族を対象に保険を販売していたが、現在では一般消費者にも保険を販売しており、子会社6社[15]とともに個人向け旅客自動車保険を中心に、住宅保険や災害保険、生命保険など様々な保険商品を販売している[16]。全米で事業を展開しており、子会社は「ダイレクト・レスポンス・メソッド」と呼ばれる消費者が電話、メール、インターネットを通じて直接会社に保険契約の申し込みを行うという手法を採っている。
- ジェネラル・リー - 1998年12月に買収され、バークシャーの傘下入り。コネチカット州スタンフォードとドイツのケルンに拠点を置いている。社名の「リー（“Re”）」が示す通り再保険事業を展開しており、「ジェン・リー」（“Gen Re”）ブランドとして知られる。ジェネラル・リーは、1994年よりドイツのケルン再保険（Cologne Re）と連合して事業展開をしてきたが、2010年7月1日をもってケルン側が社名を「ジェネラル・リインシュアランスAG」に変更し、名実共に同一企業となっている[17]。ジェネラル・リーとその子会社は、現在世界約72都市で再保険業務を展開しており、グローバルに業務を展開している。ジェネラル・リーは主に、北米地域での損害再保険ビジネス、国際規模の損害再保険ビジネスと生命保険・健康保険に対する再保険ビジネスを展開している。ジェネラル・リーは、純保証保険料と資本に基づく世界で最大の再保険会社である。
- NRG - 元はオランダの大手金融グループINGグループの傘下で再保険事業を展開していた。2007年12月に買収され、バークシャーの傘下入り[18]。
- バークシャー・ハサウェイ・アシュアランス - 2007年12月に新たに設立されたモノライン（金融保証）保険を専門とする企業。ニューヨーク州などで免許を取得し、事業を展開している[19]。ニューヨーク州の働きかけで設立されたとも言われている[20]。

### エネルギー業
バークシャーはエネルギー業でも多数の子会社を所有している。バークシャーは、エネルギー事業を展開するミッドアメリカン・エナジー・ホールディングス・カンパニーの株式のうち83.7%（潜在株式調整前では80.5%）を保有している。ミッドアメリカン・エナジー・ホールディングス社は、1971年に創業されたカルエナジー・ジェネレーション社（CalEnergy Generation Company）を源流とし、同業他社の買収を重ねながら成長し、1999年に持株会社体制への移行による組織再編で現在の組織体制となった。さらにこの年にバークシャーなど三者からなるグループによって買収が開始され、2000年に買収が完了した。しかし、当時は1935年の公益事業持株会社法によって、電力業者または都市ガス業者といった公益事業者が発行する10％以上の証券を保有する州際持株会社は、証券取引委員会（SEC）への登録が義務付けられ、また合併・証券発行・買収・資金調達・資本構成などについてSECから規制を受ける立場にあったため、バークシャーの出資にも大きな制約が伴った。この時の買収総額は約90億ドルで、バークシャーは他二者の出資分約3億ドルを除く約87億ドルを出資したが、そのうち通常の普通株の取得額は約12億5000万ドルに留まり、残りは議決権持分にして75%相当（潜在株式調整前）の無配当型普通株式転換権付優先株式と、8億ドルの非転換・トラスト型優先証券（非転換型信託優先証券）を取得するという複雑な方式を採っている。しかし、2005年に公益事業持株会社法が廃止されたことで、現在はこのような複雑な出資形態を脱している。2014年4月30日、ミッドアメリカン・エナジー・ホールディングス社は社名を「バークシャー・ハサウェイ・エナジー」に変更した。ミッドアメリカン・エナジー・ホールディングスは、傘下企業を通じてアメリカおよびイギリスで発電事業や電力供給事業、ガス供給事業などを展開している。以下に、ミッドアメリカン・エナジー・ホールディングスの主要な子会社（バークシャーから見て孫会社）や関連会社を挙げる。
- ミッドアメリカン・エナジー・カンパニー - ミッドアメリカン・エナジー・カンパニーは、アイオワ州デモインに本社を置き、電力・ガス事業を展開している。ミッドアメリカン・エナジーはアイオワ州最大のエネルギー事業者であり、アイオワ州を中心に隣接するイリノイ州、サウスダコタ州、ネブラスカ州の3州でも事業を展開し、その事業範囲は面積にして約10,600平方マイル（約27,454平方キロメートル[注釈 3]）に及ぶ[24]。また顧客数で見れば、電力事業においてはアイオワ州・イリノイ州・サウスダコタ州の3州あわせて約73万件の顧客を、ガス事業においてはアイオワ州・イリノイ州・サウスダコタ州・ネブラスカ州の4州あわせて約71万件の顧客を抱えている（2010年度時点での数値）[25]。同社は現在、電源別に見れば総発電量の半分強を石炭火力に頼っているが[24][注釈 4]、近年では風力発電の開発に注力しており、アイオワ州内にある同業他社の風力発電設備の買収を検討したり[26][27]、大規模な風力発電開発プロジェクトや発電用タービンの大量導入を進めるなどの戦略をとっており[27]、日本の三菱重工業も同社向けに発電用タービンを納入した実績がある[28]。
- パシフィコープ
- ノーザン・パワーグリッド
- インテグレイテッド・ユーティリティ・サービシーズ UK
- カルエナジー・ジェネレーションズ
- カーンリバー・ガス・トランスミッション・カンパニー
- ノーザン・ナチュラル・ガス・カンパニー
- ホームサービシーズ・オブ・アメリカ
- 比亜迪

### 繊維業・履物業
- バークシャー・ハサウェイは繊維業、履物業の子会社も所有している。フルーツ・オブ・ザ・ルーム、ガラン、 フェクハイマー・ブラザーズとラッセル・コーポレーションは衣料品の製造と流通を行なっている。H.H.ブラウン・シュー・グループとジャスティン・ブランズは履物業を展開している。

### 製造業
- 2000年8月、バークシャー・ハサウェイは、アクム・ビルディング・ブランズを買収した。アクムはテキサス州フォートワースに本部があり、粘土レンガ（アクムブリックス）、コンクリートブロック（フィーザーライト）の製造、流通と石灰（テキサスクオリーズ）の切り出しをしている。
- 2000年12月、バークシャー・ハサウェイはベンジャミン・ムーアを買収した。ベンジャミン・ムーアはニュージャージー州モントベェイルに本部があり、主にアメリカとカナダで利用できる建築上のコーティングの製造、小売を行っている。
- 2001年2月、バークシャー・ハサウェイはジョンズ・マンビルを買収した。ジョンズ・マンビルは建築製品を約150年間にわたって供給してきている。パイプ、ダクト、設備絶縁製品と同様に家・商業用建築物の壁、屋根裏、床のファイバーグラスウール絶縁製品を製造している。
- 2001年7月、バークシャー・ハサウェイは90%のミテック株式を取得した。ミテックは、ミズーリ州チェスターフィールドに本部があり、コネクタ製品、エンジニアリングソフトウェアの製造とサービスの提供を行っている。そして、建築構成要素産業のトラスの製作区分に機械装置の製造を行っている。
- シーズ・キャンディーは、箱詰めのチョコレートと菓子類を生産している。シーズ・キャンディーは、11月と12月に稼ぐ利益が年間の利益の大体50%で季節的に偏在している。
- 2001年、バークシャー・ハサウェイはショー・インダストリーズを買収した。ショー・インダストリーズはジョージア州ダルトンに本部があり、世界で2番目に大きなカーペット製造会社である。ショー・インダストリーズはウールのカーペットと住居用のラミネート床と30ブランドの製造をしている。

### 建築業
- 2003年8月7日、バークシャー・ハサウェイはクレイトン・ホームズを取得した。クレイトン・ホームズはテネシー州ノックスビルの近くに本部があり、垂直的に統合した住宅供給会社である。2004年末、クレイトン・ホームズは12の州で32ヵ所の製造工場を稼動させていた。クレイトン・ホームズの家屋は1,540の小売ネットワークを通して48州で売られている。このうち391ヵ所の事業所は会社が所有している販売センターである。

### 賃貸業
- 2001年9月、バークシャー・ハサウェイはエクストラを買収した。エクストラはミズーリ州ローイスに本部があり、輸送機器の賃貸を行っている。エクストラは多様な約105,000個の輸送集団を管理している。
- 2000年にバークシャー・ハサウェイはコルト・ビジネス・サービスを買収し、株式の80.1%所有している。米国内の家具、装飾品の供給、家具レンタルを行っている。

### フライトサービス
- 1996年、バークシャー・ハサウェイはフライト・セーフティー・インターナショナルを買収した。フライト・セーフティー・インターナショナルの本社は、ニューヨーク州フルーシングのラガーディア空港にある。フライト・セーフティー・インターナショナルは、プロの航空訓練サービスを提供する企業である。
- 1998年、バークシャー・ハサウェイはネットジェッツを買収した。

### 運送業
- 2003年5月、バークシャー・ハサウェイはウォルマートからマクレーンを買収した。マクレーンは卸売り流通と米国50州とブラジルでディスカウントの小売業者、コンビニ、ファストフード、レストラン、薬局、映画劇場などの顧客に運送サービスを提供している。

### 小売業
- バークシャー・ハサウェイは、ネブラスカ・ファニチュア・マート・R・C、ウィリー・ホーム・ファーニッシング、スター・ファニチュア・カンパニー、ジョーダンズ・ファニチュアを通じて家具事業を展開している。
- 2002年に、バークシャー・ハサウェイはアメリカで最大の台所用品を販売しているパンパード・シェフを買収した。本社はイリノイ州である。

### その他の業種
- スコット・フェッツァー・カンパニーズは、多様な製品の製造、流通を行う、21の事業を持つ複合的企業グループである。これらの事業の中で最も大きな2つの事業はカービー・ホーム・クリーニング・システムズとキャンベル・ハウスフェルド・プロダクツである。
- バッファロー・ニュースは、3版を土曜日と日曜日に出版して、8版をそれぞれの曜日に出版している。
- デイリークイーンは、およそ6,000の店舗にデイリークイーンという名前のシステムを提供している。オレンジ・ユリウスとカルメルコーンは多様なデザート、飲料、ブレンドフルーツジュース、ポップコーン、その他の食品を提供している。
- 2002年、バークシャー・ハサウェイはアルベッカを買収した。アルベッカはジョージア州ノークロスに本部があり、主にラーソン・ユールの名前で事業をしている。
- 2002年、バークシャー・ハサウェイはCTBインターナショナルを買収した。CTBはインディアナ州ミルフォードに本部があり、家禽の肉、卵、豚の生産をしている。ピークの売上高は第2と第3四半期である。製品はアメリカとヨーロッパで生産されている。

## 保有株式（買収企業を除く）
保有株式の取得コストが102.9B$なのに対し、市場価値は172.8B$である。
最近の証券取引委員会で、報告された目立った保有株式は以下の通りである。
株式保有金額TOP10
- Apple（27.5）
- ウェルズ・ファーゴ（23.5）
- バンク・オブ・アメリカ（19.9）
- クラフト・ハインツ（19.5）
- ザ コカ・コーラ カンパニー（17.0）
- アメリカン・エキスプレス（13.2）
- フィリップス66（4.3）
- U.S.バンコープ（4.3）
- ムーディーズ（3.9）
- バンク・オブ・ニューヨーク・メロン（3.0）

（数字の単位は10億ドル）
保有割合
- アメリカン・エキスプレス（18.20%）
- アクサルタ・コーティング・システムズ（8.46%）
- バンク・オブ・ニューヨーク・メロン（1.89%）
- シカゴ・ブリッジ・アンド・アイアン（8.77%）
- チャーター・コミュニケーションズ（7.59%）
- コストコ（0.99%）
- ダヴィータ・ヘルスケア・パートナーズ（17.90%）
- ジョン・ディア（5.27%）
- ゼネラル・エレクトリック（0.10%）
- グラハム・ホールディングス（1.84%）
- ゼネラルモーターズ（2.63%）
- ゴールドマン・サックス（2.92%）
- IBM（8.20%）
- ジョンソン・エンド・ジョンソン（0.01%）
- ザ コカ・コーラ カンパニー（9.20%）
- クラフト・ハインツ（26.83%）
- リバティ・グローバル（A株4.10%、C株1.19%）
- リバティ・メディア（A株1.23%、C株2.35%）
- マスターカード（0.47％）
- メディア・ゼネラル（3.64%）

- ムーディーズ（12.32%）
- M&Tバンク（4.05%）
- プロクター・アンド・ギャンブル（1.94%）
- フィリップス66（11.33%）
- レストラン・ブランズ・インターナショナル（4.17%）
- サノフィ（0.15%）
- サンコア・エナジー（1.54%）
- タッチマーク（5.08%）
- 21世紀フォックス(A株0.31%）
- ユナイテッド・パーセル・サービス（0.01%）
- U.S.バンコープ（4.83%）
- USG（26.78%）
- Visa（0.41%）
- バイアコム（B株1.41%）
- ベリサイン（11.64%）
- ベライゾン・コミュニケーションズ（0.37%）
- ワブコ・ホールディングス（6.59%）
- ウェルズ・ファーゴ（9.16%）
- ウォルマート（1.88%）

## 寄付事業
株式会社の利益は株主のものであるという立場から、経営者が寄付を行う場合は会社の資産を使わず、個人として行うべきだとバフェットは主張している。バークシャー・ハサウェイでは企業として寄付を行う場合は寄付先を株主が持ち株に応じて決定できるという寄付事業計画を1981年から行っている。そのため相反する主張を行う団体の両方に寄付を行っていることもある。